# Geoplana sanguinea
Geoplana sanguinea är en plattmaskart som beskrevs av Henry Nottidge Moseley 1878. Geoplana sanguinea ingår i släktet Geoplana och familjen Geoplanidae. Inga underarter finns listade i Catalogue of Life.